# أناون
أناون ((بالروسية: Анаун)‏) هو بركان طبقي يقع وسط شبه جزيرة كامشاتكا. يقع هذا البركان إلى الشمال الشرقي من بركان أوكسيتشان جنوب سلسلة سريديني.